# Поцолеоне (Виченца)
Поцолеоне (итал. Pozzoleone) је насеље у Италији у округу Виченца, региону Венето.
Према процени из 2011. у насељу је живело 1215 становника. Насеље се налази на надморској висини од 52 м.

## Становништво
Према резултатима пописа становништва 2011. у општини је живело 2.793 становника.
| 1931. | 1936. | 1951. | 1961. | 1971. | 1981. | 1991. | 2001. | 2011. |
| ----- | ----- | ----- | ----- | ----- | ----- | ----- | ----- | ----- |
| 2.121 | 2.155 | 2.257 | 2.027 | 1.982 | 2.256 | 2.292 | 2.597 | 2.793 |